# Placówka Straży Celnej „Jamno”

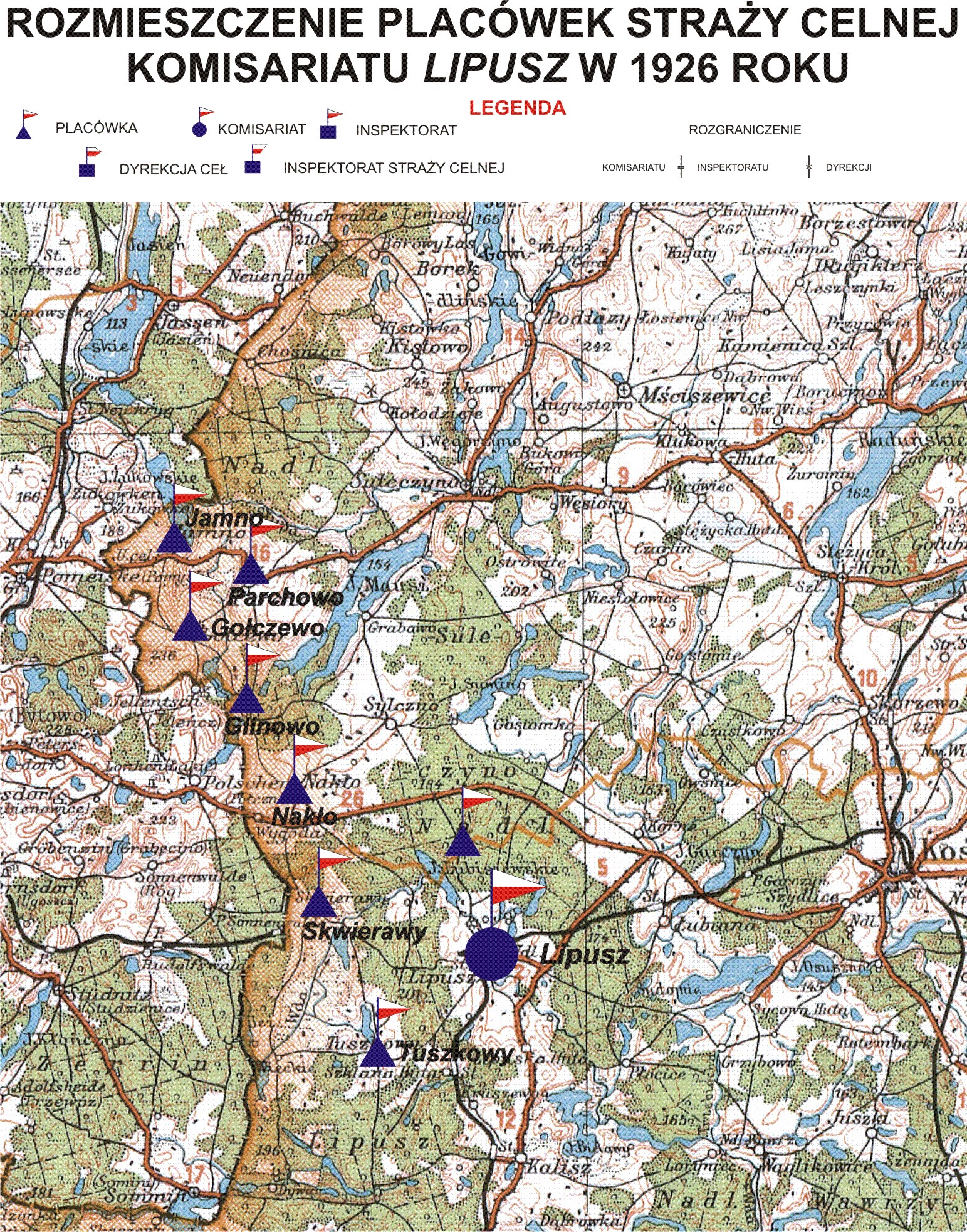
Rozmieszczenie placówek Straży Celnej Komisariatu Lipusz

Placówka Straży Celnej „Jamno” – jednostka organizacyjna Straży Celnej pełniąca w okresie międzywojennym służbę ochronną na granicy polsko-niemieckiej.

## Formowanie i zmiany organizacyjne
Na wniosek Ministerstwa Skarbu, uchwałą z 10 marca 1920 roku, powołano do życia Straż Celną. Od połowy 1921 roku jednostki Straży Celnej rozpoczęły przejmowanie odcinków granicy od pododdziałów Batalionów Celnych. Proces tworzenia Straży Celnej trwał do końca 1922 roku. Placówka Straży Celnej „Jamno” weszła w podporządkowanie komisariatu Straży Celnej „Lipusz” z Inspektoratu SC „Kościerzyna”.
W drugiej połowie 1927 roku przystąpiono do gruntownej reorganizacji Straży Celnej. W praktyce skutkowało to rozwiązaniem tej formacji granicznej. Ochronę północnej, zachodniej i południowej granicy państwa przejęła powołana z dniem 2 kwietnia 1928 roku Straż Graniczna.
Na bazie podkomisariatu z komisariatu Straży Granicznej „Sierakowice” zorganizowano komisariat Straży Granicznej „Sulęczyn”. Rozkazem nr 12 z 10 stycznia 1930 roku w sprawie reorganizacji Pomorskiego Inspektoratu Okręgowego komendant Straży Granicznej płk Jan Jur-Gorzechowski ustalił organizację komisariatu. Placówka Straży Granicznej I linii „Jamno” weszła w jego skład.

## Funkcjonariusze placówki
Kierownicy placówki
| stopień    | imię i nazwisko, numer    | okres pełnienia służby | kolejne stanowisko |
| ---------- | ------------------------- | ---------------------- | ------------------ |
| przodownik | Bronisław Matuszak (1933) | był w 1926             |                    |

Obsada personalna placówki w 1926:
- przodownik Bronisław Matuszak (1933)
- starszy strażnik Bolesław Ciechoszewski (1668)
- strażnik Jan Benyśkiewicz (1675)
- strażnik Franciszek Kepma (2217)
- strażnik Franciszek Hoffmann (1781)
- strażnik Władysław Gorlas (1749)
- strażnik Wojciech Nowak (3197)
- strażnik Franciszek Garczarek (531)